# Carl Friedrich Stange
Carl Friedrich Stange (* 13. Januar 1784 in Dresden; † 30. März 1851 in Altona) war ein deutscher Architekturzeichner, Landschaftsmaler, Radierer und Lithograf.

## Leben und Wirken

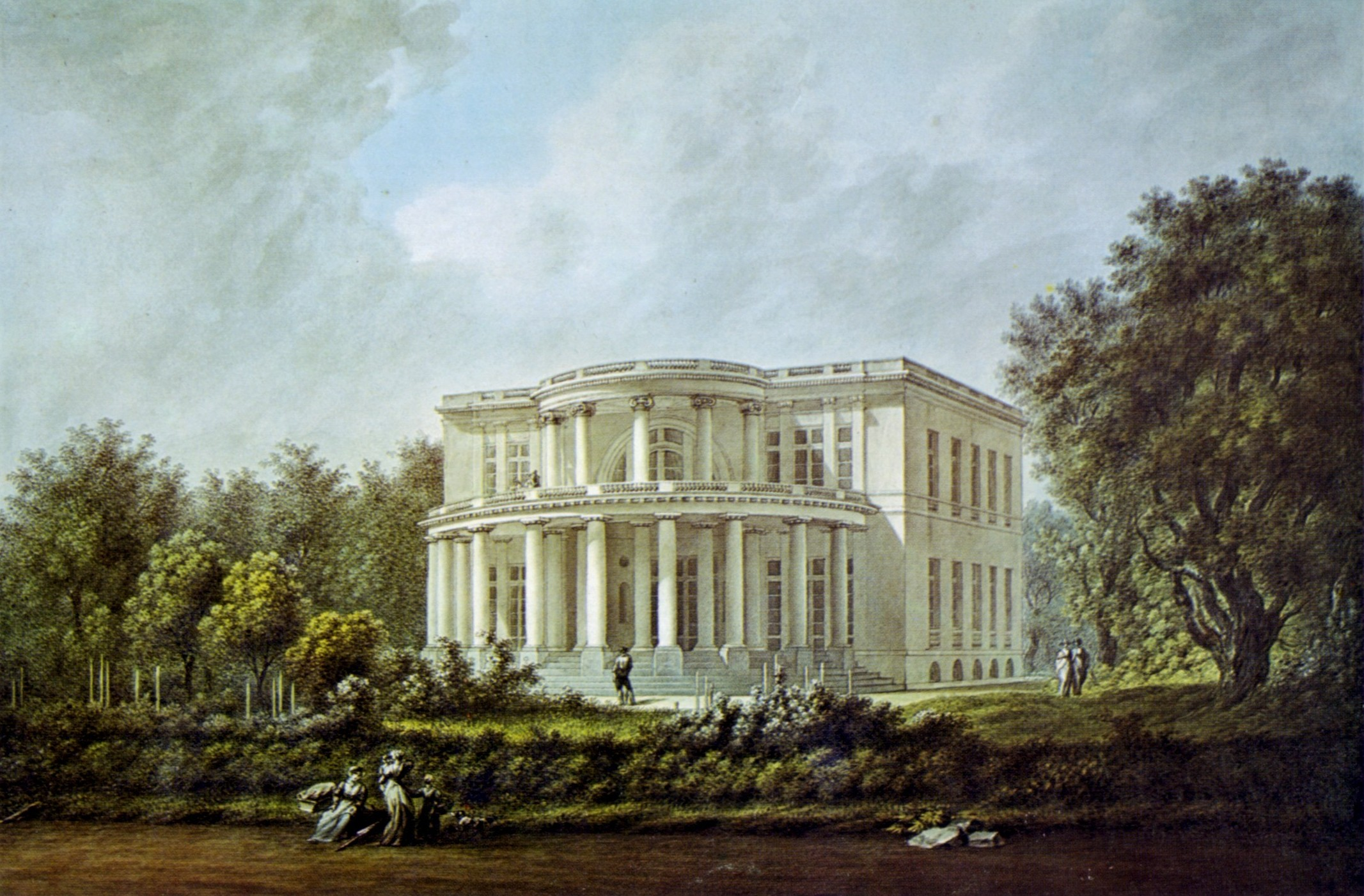
Landhaus Brandt an der Elbchaussee um 1825

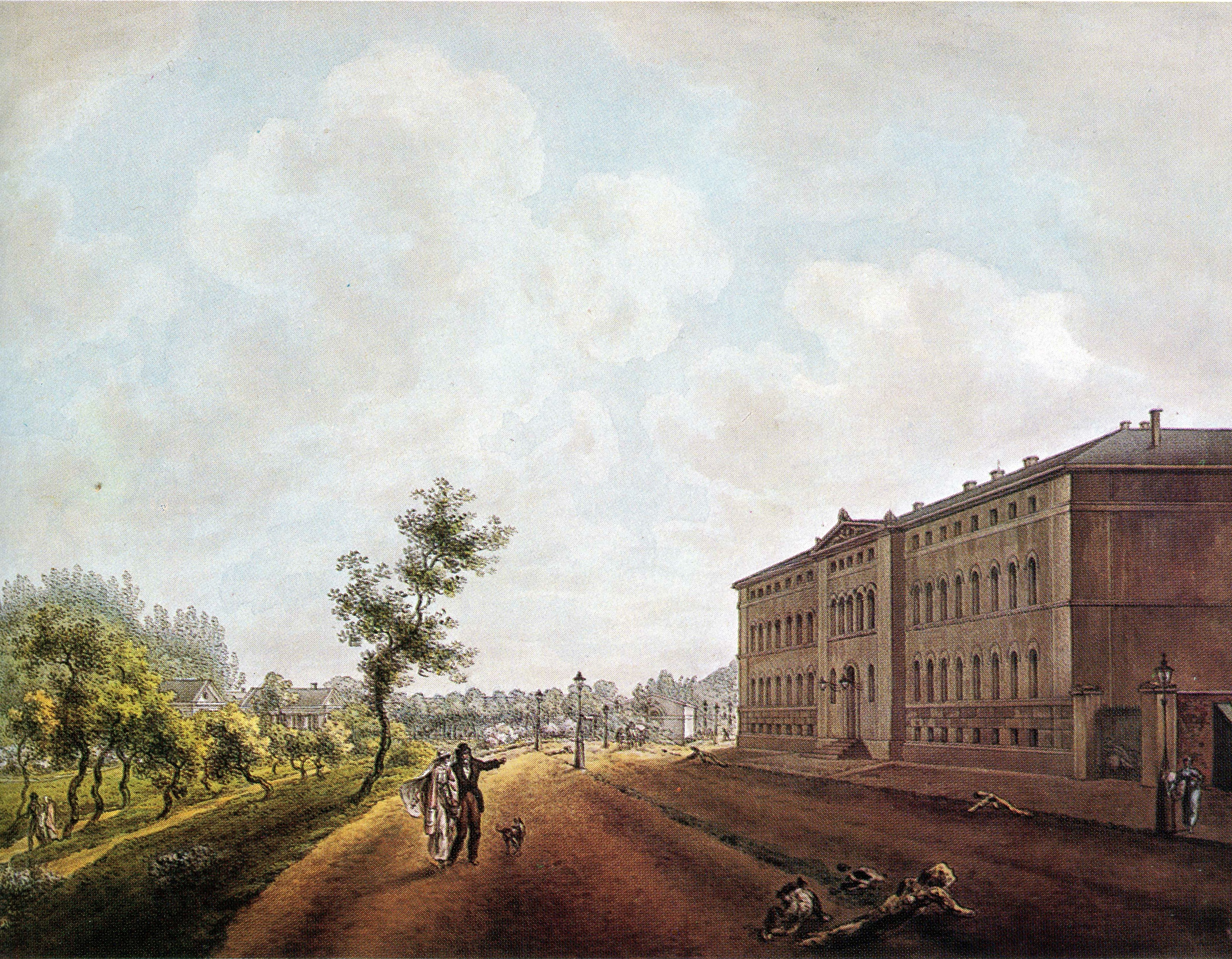
Maria-Magdalenen-Kloster am Hamburger Glockengießerwall von C. F. Stange um 1845

Seine erste künstlerische Ausbildung erhielt Stange bei dem Dresdner Landschaftsmaler und Radierer Carl Wizani, Bruder des Kupferstechers Johann Friedrich Wizani. Es folgten Architekturstudien bei Heinrich Gentz und dessen Schwager und Freund, dem Baumeister Friedrich Gilly in Berlin.
Etwa von 1804 bis 1812 lebte Stange in Kopenhagen und verfertigte Zeichnungen für C. Hansen. Im Jahr 1810 bewarb er sich vergeblich um Aufnahme in die Königlich Dänische Kunstakademie.
Von 1812 bis 1842 lebte er in Hamburg und bestritt seinen Lebensunterhalt vor allem mit Zeichenunterricht. Darüber hinaus machte er sich einen Namen mit Landschaftsmalereien, Zeichnungen und Radierungen vor allem mit Motiven aus Hamburgs ländlicher Umgebung. Die Hamburger Kunsthalle, das Museum für Hamburgische Geschichte und das Altonaer Museum erwarben Werke von ihm. Beim großen Hamburger Brand von 1842 gingen viele seiner Bilder verloren – nach Ansicht von Fachleuten viele seiner besten.
1842 zog er nach Altona, wo er 1851 starb.